# 兵庫県道171号黒井停車場線
兵庫県道171号黒井停車場線（ひょうごけんどう171ごう くろいていしゃじょうせん）は、兵庫県丹波市を通る一般県道である。

## 概要
丹波市春日町黒井から丹波市春日町朝日に至る。

### 路線データ
- 起点：丹波市春日町黒井（JR西日本福知山線黒井駅前）
- 終点：丹波市春日町朝日（春日町立野交差点、国道175号交点）
- 総延長：1.031 km

## 地理

### 通過する自治体
- 丹波市

### 交差する道路
| 交差する道路             | 交差する場所 | 交差する場所            |
| ------------------------ | ------------ | ----------------------- |
| 兵庫県道285号賀茂春日線  | 春日町黒井   |                         |
| 国道175号 国道176号 重複 | 春日町朝日   | 春日町立野交差点 / 終点 |

### 交差する鉄道
- 福知山線

### 沿線
- JR西日本福知山線 黒井駅